# Ion Manolescu-Strunga
Ion N. Manolescu-Strunga (n. 12 mai 1889 în Strunga, județul Iași – d. 19 aprilie 1951, închisoarea Sighet) a fost un politician liberal român. A fost fiul profesorului universitar Nicolae Manolescu-Strunga. El a studiat economia la Viena și apoi a obținut doctoratul la Universitatea din Berlin. Manolescu-Strunga a fost subsecretar de stat la Ministerul Agriculturii în perioada 1933 - 1934, și din nou în 1936. De asemenea, el a fost ministru al Industriei și Comerțului din 5 octombrie 1934 - 1 august 1935, și ministru secretar de stat în perioada 17 noiembrie 1937 - 28 decembrie 1937.
Sub regimul comunist el a fost arestat pe 6 mai 1950. El a fost condamnat la doi ani de muncă grea și trimis la închisoarea de la Sighet, unde a murit pe 19 aprilie 1951.
După moartea sa, văduva Irina Manolescu-Strunga, (născută Filotti), a fost de asemenea arestată și condamnată la doi ani de închisoare la Gherla și Mislea.
Ion Manolescu-Strunga a avut o fiică, Gina, care s-a căsătorit cu Nicolae Cocea cu care a avut o fată Ioana-Maria, cunoscută ca sculptorița Maria Cocea. Ulterior, Gina a mai avut două mariaje cu Petru Comarnescu și cu jurnalistul Ghiță Ionescu.